# 다케나카촌
다케나카촌(竹中村)은 오이타현, 오이타군에 있던 촌이다. 현재의 오이타시의 일부에 해당한다. 